# Leo Boekraad
Leonardus Antonius Gerardus (Leo) Boekraad (Boskoop, 1914 – Breda, 1979) was een Nederlandse dichter en journalist.
Voor de Tweede Wereldoorlog was Boekraad medewerker van het katholieke literaire tijdschrift De Gemeenschap en van Aristo-. Boekraad woonde vanaf 1947 in Noord-Brabant, waar hij werkzaam was als leraar in Dongen en als journalist voor De Tijd en Dagblad De Stem in Breda.

## Werk
- Diaspora – Volksliedjes uit vele landen
- Het zingende licht
- Van Licht en schaduwval
- Het toornig woord
- Valse Triste - Kamp Amersfoort 1944
- Mijn jongen is dood
- Eeuwig seizoen
- Letterkundig ABC
- Een handvol spijt 1969